# Heraema
Heraema é um gênero de traça pertencente à família Arctiidae.